# Qualificazioni al campionato europeo maschile di calcio 1972 - Gruppo 8

## Classifica
| Pos | Squadra        | Pti | G | V | N | P | GF | GS | DR |
| --- | -------------- | --- | - | - | - | - | -- | -- | -- |
| 1   | Germania Ovest | 10  | 6 | 4 | 2 | 0 | 10 | 2  | +8 |
| 2   | Polonia        | 6   | 6 | 2 | 2 | 2 | 10 | 6  | +4 |
| 3   | Turchia        | 5   | 6 | 2 | 1 | 3 | 5  | 13 | -8 |
| 4   | Albania        | 3   | 6 | 1 | 1 | 4 | 5  | 9  | -4 |

## Risultati
| Data              | Luogo     | Squadra 1      | Risultato | Squadra 2      |
| ----------------- | --------- | -------------- | --------- | -------------- |
| 14 ottobre 1970   | Chorzów   | Polonia        | 3 - 0     | Albania        |
| 17 ottobre 1970   | Colonia   | Germania Ovest | 1 - 1     | Turchia        |
| 13 dicembre 1970  | Istanbul  | Turchia        | 2 - 1     | Albania        |
| 17 febbraio 1971  | Tirana    | Albania        | 0 - 1     | Germania Ovest |
| 25 aprile 1971    | Istanbul  | Turchia        | 0 - 3     | Germania Ovest |
| 12 maggio 1971    | Tirana    | Albania        | 1 - 1     | Polonia        |
| 12 giugno 1971    | Karlsruhe | Germania Ovest | 2 - 0     | Albania        |
| 22 settembre 1971 | Cracovia  | Polonia        | 5 - 1     | Turchia        |
| 10 ottobre 1971   | Varsavia  | Polonia        | 1 - 3     | Germania Ovest |
| 14 novembre 1971  | Tirana    | Albania        | 3 - 0     | Turchia        |
| 17 novembre 1971  | Amburgo   | Germania Ovest | 0 - 0     | Polonia        |
| 5 dicembre 1971   | Smirne    | Turchia        | 1 - 0     | Polonia        |